# Eduard Gerhard
Friedrich Wilhelm Eduard Gerhard (Posen, 1795. november 29. – Berlin, 1867. május 12.) német régész.

## Élete
Tanult Boroszlóban és Berlinben, azután Boroszlóban habilitáltatta magát. Tudományos munkája: Lectiones Apollonainae (Lipcse 1816) jó hírt szerzett neki; ennek révén szülővárosában gimnáziumi tanári állást kapott, de amelyet szembaja miatt elhagyott. 1819-ben és 1822-ben tudományos célból Olaszországban utazgatott. Rómában részt vett a Bunsen által vezetett Platner-féle Beschreibung der Stadt Rom c. vállalat szerkesztésében (Stuttgart 1830-42), elvállalván az összes régi római topográfiai forrásokat felölelő Codex diplomatikus kidolgozását, amely azonban befejezetlen maradt.
Mikor 1828-ban az akkori trónörökös, később pedig király, IV. Frigyes Vilmos Olaszországot beutazta, Gerhard kieszközölte ennek protektorátusát egy archeológiai társaságra nézve, mely Institutodi corrispondenza archeologica c. alatt Rómában, létre is jött. 1837-ben Gerhard a berlini királyi múzeum archeologusa lett, azután az akadémia tagja és egyetemi tanár. Számos munkái közül felemlítendők a filológia terén: Philologische Blätter (anonym, Wernicke F. A.-val együtt, Boroszló 1816-18); Griechische Mythologie (Berlin 1854-55); Hesiodus Theogoniájának kiadása (uo. 1856); az archeológia terén: Antike Bildwerke (Stuttgart 1827-1839, 140 rézmetszettel), ehhez szövegül: Prodromus mythologische Kunsterklärung (uo. 1828-44); Auserlesene griechische Vasenbilder (330 rézmetszettel, Berlin 1839-58); Etruskische Spiegel (uo. 1839-1865); Griechische und etruskische Trinkschalen (uo. 1843); Etrusk und campanische Vasenbilder (uo. 1843); Apulische Vasenbilder (uo. 1845); Trinkschalen und Gefässe (uo. 1848-1850); Neapels antike Bildwerke (Panofkával együtt, Stuttgart 1828); Berlins antike Bildwerke (Berlin 1836); Neu erworbene antike Denkmäler (uo. 1836-55); Hyperboreisch-röm. Studien (másokkal együtt, uo. 1833-52) stb. Rapporto intorno i vasi Volcenti (Róma 1831) c. kiadványában ezrekre menő görög és etruszk leletek vannak felsorolva.
Több monográfia jelent meg Gerhardtól az archeológiai intézet évkönyveiben és a berlini akadémia Denkschriften című kiadványában. Halála után jelent meg: Gesammelte akademische Abhanglungen und kleine Schrifte (Berlin 1866-68).